# Georgina (cantante)
Georgina León Barrios (Valera, Venezuela, 28 de julio de 1981), conocida como Georgina, es una cantante y compositora venezolana afincada en España.

## Biografía
Georgina nació en Valera (Trujillo), estudió bachillerato en San Felipe en el Colegio Fray Luis Amigó. Más tarde comienza los estudios de Tecnología de Alimentos en el  antiguo IUTY, que no terminó por “culpa de la música”.

### Tisuby & Georgina
En 1996 decide cantar junto a su amiga Tisuby González y crean una banda temporal a la que llaman La Agrupación Al Aire. Tras esto acaban participando en el programa de talento más destacado de Venezuela, Cuánto vale el show.
La notoriedad alcanzada en televisión les lleva a firmar con la discográfica Líderes Entertainment Group y en 2001 publican su primer álbum como Tisuby & Georgina, Sueños simples, con letra y música compuesta por ellas mismas. En 2003 se publica el segundo álbum del dúo, Ruleta del amor, grabado en España bajo la producción de Miguel Blasco y Luca Rustici.

### Traslado a España
Tras la disolución del dúo en 2005, Georgina se establece en Madrid, donde comienza su carrera en solitario.

### Ensayo y error(2009)
En abril de 2009 se publica el EP Casi, con 4 temas como adelanto de su álbum debut en solitario, Ensayo y error. Este disco está producido por Ismael Guijarro y Pablo Cebrián.
Ese mismo año se publica una edición especial, Ensayo y error Edición inesperada, con nuevas versiones de los temas ya incluidos en el álbum original.

### Rara(2012)
En abril de 2012 llega la publicación de Rara, el segundo álbum de estudio de Georgina. Esta vez cuenta con la producción de Nigel Walker y Kim Fanlo. Destaca en este segundo trabajo un sonido más eléctrico que en los temas anteriores. Se lanza como primer sencillo el tema homónimo del álbum, Rara.

### Dilema(2015)
Tres años después de la publicación de Rara, se publica el sencillo Supermujer como adelanto de su tercer álbum de estudio Dilema. El lanzamiento del disco se realizó el 28 de agosto de 2015 en formato CD y digital descargable. Estuvo acompañado por una presentación en la Sala But de Madrid, el 16 de septiembre del mismo año, dando inicio también a la gira española de promoción durante el otoño que la llevará a León, San Sebastián, Bilbao, Salamanca, Alicante, Córdoba, Huelva, Granada, Mérida, Cáceres, Badajoz, Barcelona, Huesca, Zaragoza, Santiago, Ourense, Pontevedra, Valladolid, Palencia y Murcia.

### Bienvenido a mi habitación(2019)
El 5 de abril de 2019, Georgina sacó a la venta su cuarto disco con Warner Music, que estuvo precedido de los sencillos Después de tu adiós y Bienvenido a mi habitación, que da nombre al álbum. Este trabajo incluye tres colaboraciones en estudio con Manuel Carrasco (Cero), Vanesa Martín (Con sólo una mirada) y Pablo López (Soñador).

### Compositora
Además de escribir sus propias canciones, Georgina ha compuesto también para otros artistas, como para el grupo Auryn (con el tema «Nada»), Miriam Rodríguez (con el tema «Prefiero» de su álbum Cicatrices) o Fran Perea (con el tema «Cantando bajo la Luna» de su EP Canciones para salvarme), así como la versión al español del tema «Selfish Love», para Jessie Ware, lanzado como «Egoísta» (2018).

## Resistiré 2020
El 1 de abril de 2020 colabora en el sencillo de nueva versión de «Resistiré», del Dúo Dinámico, junto a un grupo de artistas como Vanesa Martín, Rozalén, Davd Bisbal o India Martínez, entre muchos otros, canción se  identificó como un himno de resistencia y superación ante la pandemia del coronavirus.El video oficial alcanzó más de 80 millones de visualizaciones en YouTube. Todos los beneficios fueron a beneficio de Cáritas.

## Discografía

### Con Tisuby & Georgina
- Sueños simples (2001)
- Ruleta del amor (2003)

### En solitario
- 2009 - Ensayo y error
- 2009 - Ensayo y error Edición Inesperada
- 2012 - Rara
- 2015 - Dilema
- 2019 - Bienvenido a mi habitación

### EP
- 2009 - Casi

### Colaboraciones destacadas
- 2004 - Una llamada (Tisuby&Georgina feat. Wisin y Yandel)
- 2008 - Física o química (Despistaos feat. Georgina)
- 2011 - Perdido en la calle (Taxi feat. Georgina)
- 2013 - Te espero aquí (Pablo López feat. Georgina)
- 2013 - Dueños de este mundo (Álex Ubago feat. Georgina)
- 2019 - Vuelve a verme (Despistaos feat. Georgina)[14]
- 2019 - Cero (Georgina feat. Manuel Carrasco)[15]
- 2020 - Te esperaré toda la vida (versión acústica, Dani Fernández feat Georgina)
- 2020 - Cerca de ti  (Efecto Pasillo feat Georgina)
- 2020 - 7 años  (Alex Wall feat Georgina)
- 2023 - John Smith  (Tarifa Plana feat Georgina)

### Sencillos
- 2009 - Con solo una mirada
- 2012 - Rara
- 2015 - Supermujer
- 2019 - Después de tu adiós
- 2021 - Infinitamente
- 2021 - Desde lejos
- 2022 - Temporal (feat Abril Zamora)
- 2023 - Superpoderes

### Videoclips
- Con solo una mirada (2009)
- Mañana o ayer (2010)
- Menamoré (2010)
- Rara (2012)
- Se te olvidó (2012)
- Soñador (2015) (Video Lyric)
- Supermujer (2015)
- Mi propio funeral (2015)
- Bienvenido a mi habitación (2019)
- Infinitamente (2021)
- Temporal (2022)